# Alter Friedhof (Erkelenz)
Der Alte Friedhof in Erkelenz ist der ehemalige Friedhof an der Brückstraße. Obwohl seit Entstehung im städtischen Besitz, wird er oft für einen katholischen Friedhof gehalten. Der Hintergrund dieser Vorstellung liegt in dem Sachverhalt begründet, dass in Erkelenz bis 1900 fast nur Katholiken wohnten. Bestattet wurden hier also die Angehörigen der katholischen Pfarre St. Lambertus, der im 19. Jahrhundert Erkelenz und die umliegenden Ortschaften Buscherhof, Oestrich, Bellinghoven, Tenholt, Genehen, Scheidt, Commerden, Matzerath, Mennekrath, Terheeg und Wockerath angehörten. Die wenigen evangelischen Bürger beerdigte man bis 1902, als auch in Erkelenz ein evangelischer Friedhof eingeweiht wurde, auf dem Friedhof in Schwanenberg. Die Überlieferung besagt, dass nur eine evangelische Person auf dem Alten Friedhof begraben worden ist, ein Major Ferdinand Rothe des hiesigen Bezirkskommandos, gestorben 1882. Der Grabstein ist noch erhalten. Seit 2006 steht der Friedhof unter Denkmalschutz. Der gesamte Friedhof ist von einer hohen Mauer umgeben, die nur von zwei Toren an der Brückstraße unterbrochen wird. Mit seinen alten Grabstätten, hohen Bäumen, Sträuchern und Wildkräutern besitzt der Friedhof einen eigentümlichen Charme und bietet einen Platz der Stille inmitten der Stadt.

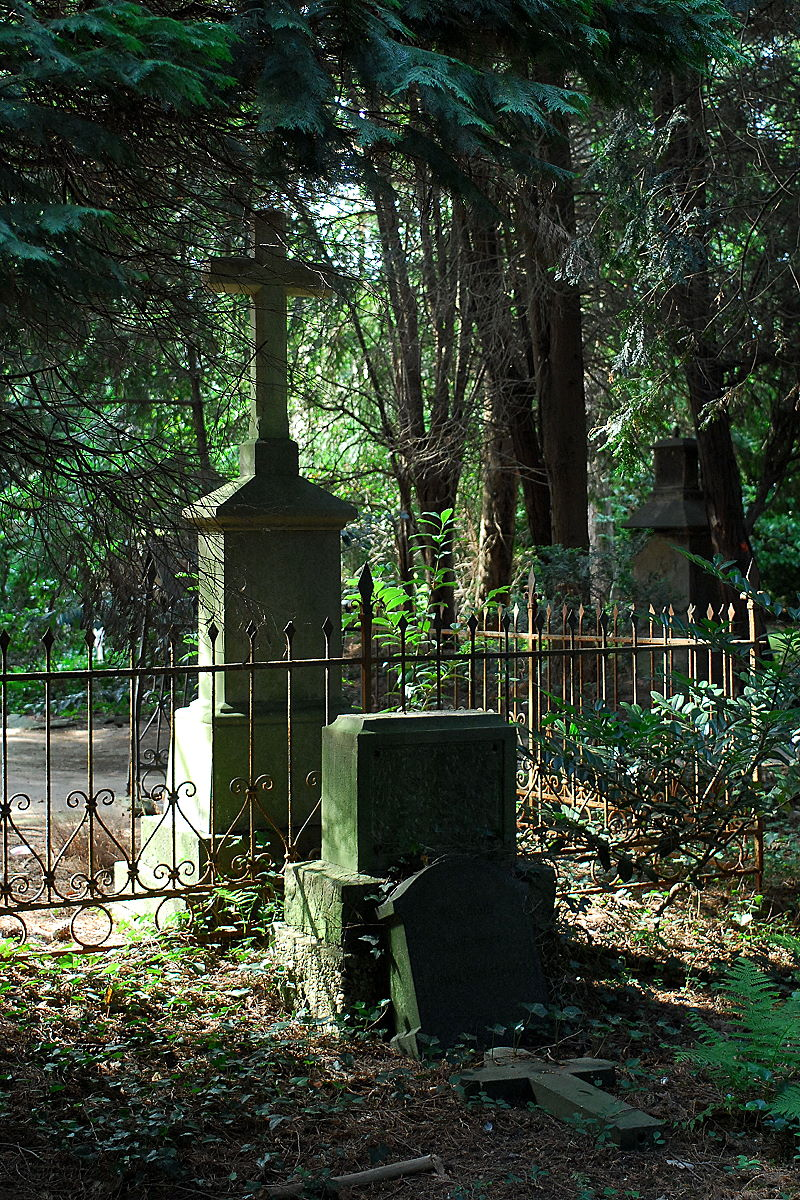
Auf dem Alten Friedhof

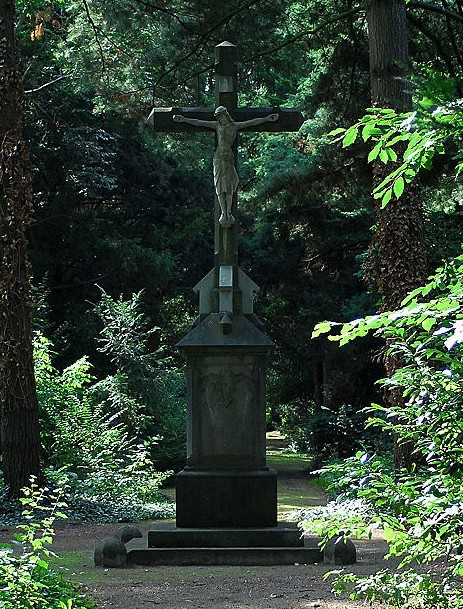
Hochkreuz von 1884

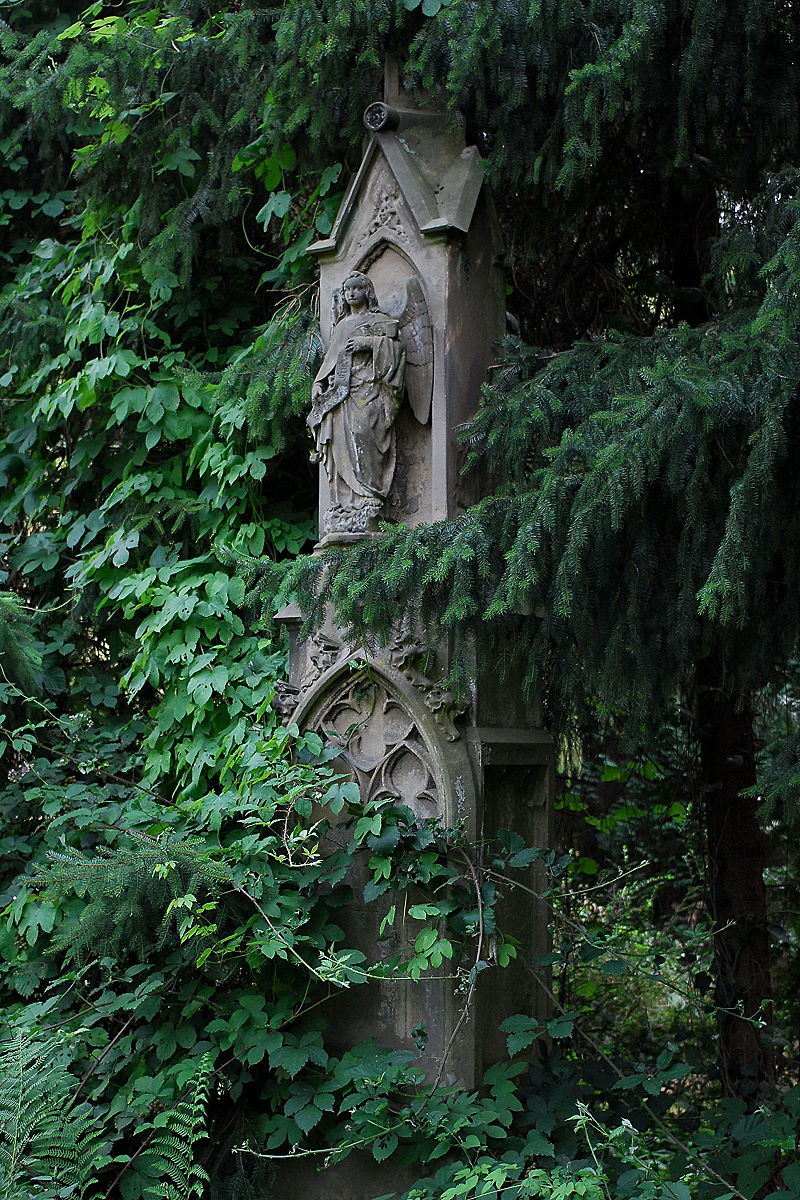
Familiengrabstätte Anderheiden

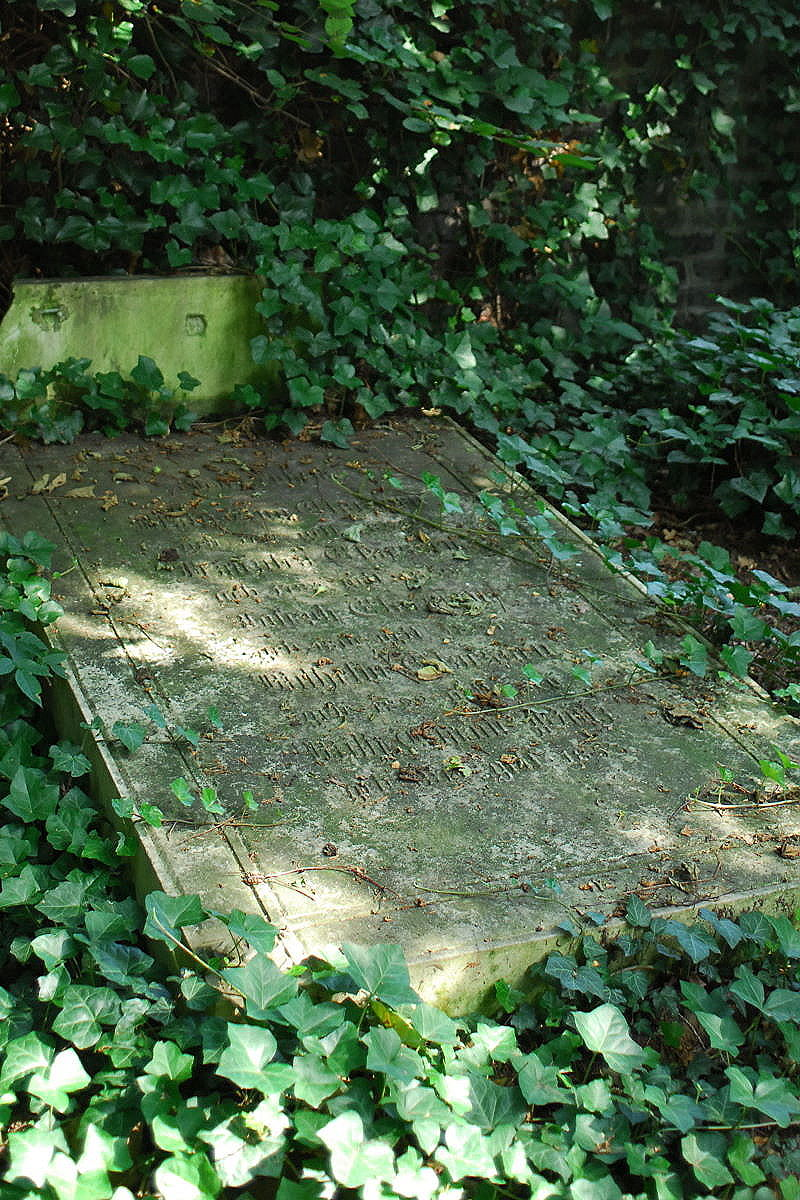
Familiengrabstätte Math. August Claesen

## Geschichte
Bis in die 1820er Jahre befand sich der Friedhof in Erkelenz rund um die Pfarrkirche, also mitten im Stadtzentrum. Aus hygienischen Gründen und aufgrund der räumlichen Enge wurde er geschlossen und ein neuer auf dem Feld an der Brückstraße zwischen Erkelenz und Oestrich angelegt. 1820 kaufte die Stadt das Gelände und umfriedete es 1824 mit einer Mauer. Die Einweihung des Friedhofes fand 1825 statt. An den Wegen wurden zwölf Weymouth-Kiefern gepflanzt, die der Volksmund später „Die 12 Apostel“ nannte. 1832 wurde die Friedhofsmauer fertiggestellt, wofür man Steine aus der teilweise abgebrochenen Stadtmauer verwendete und zu ihrer Finanzierung entlang der Innenmauer Familiengrabstätten verkaufte. 1864 erfolgte eine südliche Erweiterung, die 1865 ebenfalls mit einer Mauer versehen wurde.
In den 1880er Jahren wurde der Friedhof durch den Ankauf einer Parzelle in Richtung Oestrich wiederum vergrößert, so dass er nun fast einen Hektar umfasste. 1888/1889 erfolgte der Bau der Mauer dieses Friedhofsteils. Auch er erhielt ein Tor von der Brückstraße aus.
Die Friedhofsordnung von 1880 sah Kindergräber auf dem neuen und Erwachsenengräber auf dem alten Friedhofsteil vor. Privatgräber für Familiengrabstätten befanden sich entlang den Innenmauern. Hier bestand eine Ruhefrist von sechzig Jahren. Später wurden auch Privatgräber auf den Innenflächen erlaubt. Die ehemaligen Außenmauern, die durch die zwei Erweiterungen nun im Friedhof lagen, trug man ab.
1923 legte die Stadt einen neuen Friedhof an der Wassenberger Straße (heute Schulring) an, dessen Einweihung erst 1934 erfolgte. Im selben Jahr wurde der Alte Friedhof für Reihengräber geschlossen, die Familiengräber hingegen durften weiterhin genutzt werden. Zum 31. Dezember 1969 wurde er endgültig geschlossen.
Im Jahre 2008 hatte man mit der Restaurierung von 47 besonders wertvollen Grabmälern begonnen. Die finanziellen Mittel in Höhe einer knappen viertel Million Euro trugen die Stadt Erkelenz und das Land Nordrhein-Westfalen. Mitte des Jahres 2011 beendete man die Arbeiten und musste am 12. Oktober desselben Jahres Beschädigungen durch Vandalismus an etwa 20 Grabstätten feststellen, darunter auch einige der restaurierten Grabsteine. Die Schäden hat nach den Ermittlungen der Polizei eine Gruppe von 12- und 13-jährigen Kindern verursacht. Gegenüber der Polizei gaben sie jedoch an, dass einige Grabstätten bereits bei ihrem Betreten des Friedhofgeländes zerstört gewesen seien.

## Hochkreuze
Zwei Hochkreuze stehen auf dem Friedhof, jeweils auf dem ältesten und neuesten Teil der Anlage.
- Das barocke Hochkreuz von 1827 trägt die lateinische Jahreszahl seiner Aufstellung sowie die Inschrift „Ex mortuis primo genitus“ (Als erster von den Toten aufgestanden).
- Das neugotische Kreuz von 1884 trägt auf der Vorderseite die Inschrift „Mein Jesus Barmherzigkeit“ und auf der Rückseite  den Namen der verwitweten Stifterin und die Jahreszahl „Donavit Wwe Herm. Claessen Erkelenz 1884“.

## Grabstätten
Auf dem Alten Friedhof sind viele Gräber von Persönlichkeiten und Familien zu finden, die im 19. und 20. Jahrhundert  eine tragende Rolle in der Stadt und den oben erwähnten Dörfern spielten. Die Angehörigen der Familie Spiess sind in drei Familiengräbern bestattet worden. Die Bürgermeister Bernhard Hahn und Johannes Spitzlei, der Notar Hermann Joseph Gormanns, aus dessen Nachlass das Krankenhaus erbaut worden ist, der Landrat Gustav Claessen und der Webereibesitzer I. B. Oellers, der den Stadtpark anlegte, liegen hier begraben. Der Zeitungsverleger  Joseph Hahn, an den Folgen seiner KZ-Haft gestorben, fand auf dem Friedhof 1944 seine letzte Ruhe.
An die Gräber der Nonnen, die im Krankenhaus als Krankenschwestern arbeiteten, erinnert nichts mehr. Sie liegen an der Außenmauer zur Anton-Heinen-Straße.
An der südlichen Innenmauer befindet sich die Priestergrabstätte mit einer Statue des Guten Hirten. Ihr schräg gegenüber liegt ein kleiner Ehrenfriedhof für Opfer des Ersten Weltkrieges. Hier liegen achtzehn gefallene Soldaten aus Erkelenz und drei russische Kriegsgefangene begraben. Das Kriegerdenkmal mit der Widmung Den gefallenen Kriegern der Stadtgemeinde Erkelenz 1914 1918 wurde 1926 errichtet. Der lokale Bildhauer Franz-Xaver Haak schuf hierzu ein Relief mit einer Kreuzigungsgruppe.
Hinter dieser Anlage erinnert ein Denkmal mit einem russischen Kreuz  und in kyrillischer Schrift an sowjetische Zwangsarbeiter, sechs Männer und eine Frau, die im Zweiten Weltkrieg starben. 1942 wurden zudem drei polnische Zwangsarbeiter bestattet. Roger Paul Louis Chalbert (?), ein französischer Kriegsgefangener fand 1944 hier seine Ruhestätte, 1949 erfolgte dann seine Umbettung nach Frankreich. Der Friedhof bildet daher die erste Station der „Route gegen das Vergessen“, die in Erkelenz auf die nationalsozialistische Gewaltherrschaft hinweist.